# Die Straßencops
Die Straßencops, auch Die Straßencops – Jugend im Visier, ist eine deutsche Fernsehserie auf RTL II. 

## Hintergrund
Die Straßencops sind eine Spezialeinheit der Polizei, die sich auf Jugendkriminalität spezialisiert hat. Gezeigt werden Fälle aus dem Bereich der Gewalt- und Drogenkriminalität. Die Straßencops – West wird in Nordrhein-Westfalen (in Köln) gedreht, Die Straßencops – Süd wird in Bayern (in München) gedreht. Die Sendung läuft immer werktags um 07:00 Uhr.

## Die Beamten
Die Straßencops – West
- Bernhard „Bernie“ Kuhnt
- Alex Henke
- Andreas „Andi“ Martens
- Thomas „Bruce“ Berger
- Philip Niemann
- Deniz Dogan
- Dennis Weber
- Linda Seifert
- Mira Aksu
- Justin Fritz
- Svenja Stein
- Wolf Peters
- Lena Höfer

 Die Straßencops – Süd 
- Bernd Rüter
- Caro Förster
- Dani Heinze
- Farid Nikazar
- Henning Liebig
- Katja Holl
- Alexander Becker
- Sven Gruber
- Timo Brecht